# Быков, Иван Иванович
Ива́н Ива́нович Бы́ков (20 января 1923, село Быково, Иркутский округ, Иркутская губерния — 2000, посёлок Выдрино, Кабанский район, Бурятия) — разведчик 185-го гвардейского артиллерийского полка, гвардии ефрейтор — на момент представления к награждению орденом Славы 1-й степени.

## Биография
Родился 20 января 1923 года в селе Быково Иркутского округа Иркутской губернии (ныне Кабанского района Бурятии). Рано лишившись отца, воспитывался в семье отчима, затем старшего брата. Окончил 5 классов. Работал на железнодорожной станции Выдрино, накануне войны — в хлебопекарне.
В марте 1942 года Кабанским райвоенкоматом призван в Красную Армию. После подготовки в запасном полку в августе 1942 года направлен на фронт — сначала в 986-й артиллерийский полк, затем в 185-й артиллерийский полк 82-й гвардейской Краснознамённой стрелковой дивизии артиллерийским разведчиком. С этим полком прошёл фронтовыми дорогами до конца войны. Рядом с ним всю войну прошёл его земляк Суворов Николай Фёдорович.
Боевое крещение Быков принял в боях на реке Дон, на дальних подступах к Сталинграду. В задачу Быкова входило — засечь огневые точки врага и сообщить в управление дивизионом их координаты. Но в этом бою он действовал как рядовой артиллерист: и подносчиком, и заряжающим, заменяя погибших. В дальнейшем участвовал в обороне Сталинграда, окружении вражеской группировки, наступлении на юге Украины.
В середине марта 1943 года полк принял на себя контрудар немецкой танковой части, насчитывающей в своём составе до 30 машин. Быков вовремя заметил эти танки и немедленно по телефону передал в дивизион данные об их количестве, координаты целей. По команде Быкова артиллеристы открыли огонь. Эта атака, как и последующие три, была отражена с большими потерями для врага. За этот бой Иван Быков получил первую боевую награду — медаль «За отвагу».
В составе своей части участвовал в освобождении Украины. Особо отличился на завершающем этапе войны, в боях на территории Германии.
В ночь на 15 февраля 1945 года, находясь в разведке на левом берегу реки Варта в районе города Познань гвардии ефрейтор Быков, будучи в разведке пути и выбора огневой позиции для прямой наводки, сблизился с противником, где обнаружил пулемёт. Гранатами уничтожил вражеский пулемёт вместе с прислугой.
Приказом командира 82-й гвардейской стрелковой дивизии от 6 марта 1945 года гвардии ефрейтор Быков Иван Иванович награждён орденом Славы 3-й степени.
Вновь отличился в боях южнее города Кюстрин в конце марта.
27 марта 1945 года дивизия вместе с другими соединениями подошла к крепости Альтштадт и окружила её. В дело вступила артиллерия. Быков, находясь в боевых порядках пехоты, на переднем крае обнаружил батарею 105-мм орудий противника, зенитное орудие и 4 тяжёлых пулемёта. Передав данные их нахождения, он затем корректировал огонь наших орудий. Его грамотная и точная корректировка способствовала уничтожению обнаруженных целей. 29 марта, ведя наблюдение под огнём противника, обнаружил дзот и 3 пулемётные точки, которые метким огнём нашей артиллерии были также уничтожены.
Приказом по войскам 8-й гвардейской армии от 15 мая 1945 года гвардии ефрейтор Быков Иван Иванович был награждён орденом Славы 2-й степени.
В середине апреля 1945 года 82-я гвардейская стрелковая дивизия завязала бои непосредственно на подступах к Берлину. В этих боях, на Зееловских высотах и отличился гвардии ефрейтор Быков.
18 апреля 1945 года в бою в районе Зееловских высот, находясь на передовом наблюдательном пункте в боевых порядках пехоты, под огнём противника обнаружил и засёк 3 пулемёта, одну миномётную батарею, два наблюдательных пункта, которые были уничтожены огнём нашей артиллерии. Это дало возможность нашей пехоте продвигаться вперёд.
Указом Президиума Верховного Совета СССР от 15 мая 1946 года за образцовое выполнение заданий командования в боях с захватчиками на заключительном этапе войны гвардии ефрейтор Быков Иван Иванович награждён орденом Славы 1-й степени и, таким образом, стал полным кавалером ордена Славы.
После войны 2 года продолжал службу в составе оккупационных войск на территории Германии. В апреле 1947 года гвардии сержант Быков был демобилизован.
Вернулся на родину, работал в дорожно-эксплуатационном участке на строительстве шоссейных дорог. В 1968 году по состоянию здоровья вынужден был попроситься на другую, более лёгкую работу. Был назначен лесником в Слюдянский лесхоз. Там он проработал 19 лет, до ухода на заслуженный отдых. Жил в посёлке Выдрино Кабанского района Бурятии.
Скончался в 2000 году. Похоронен на кладбище посёлка Выдрино.
Награждён орденами Отечественной войны 1-й и 2-й степеней, Славы 3-х степеней, медалями.